# Pyrenulales
Os Pyrenulales são uma ordem de fungos da divisão Ascomycota dentro da classe eurotiomycetes e dentro do subfilo Pezizomycotina.